# Cà hai lá
Cà hai lá (danh pháp khoa học: Solanum diphyllum) hay cà mã não là một loài thực vật thuộc họ Cà. Đây là loài bản địa châu Mỹ. Nó được trồng làm cây cảnh. Loài này được Linné miêu tả khoa học đầu tiên năm 1753.

## Mô tả
Cà hai lá là cây bụi cao 0,5–1 m. Thân non màu lục hay nâu đỏ, thân già màu đen có nốt sần. Lá đơn mọc so le, mỗi mấu có một lá to và một lá nhỏ hình trứng mọc liền nhau, tạo thành một góc 90 độ. Phiến lá nguyên màu xanh lục đậm hình thoi rộng, dài 5–9cm, rộng 2–3cm. Cụm hoa là một chùm ngắn, hơi cong, ở ngoài nách lá, gồm 8-10 hoa hoặc nhiều hơn. Hoa đều, lưỡng tính. Mùa nở hoa từ tháng 3 đến tháng 8. Quả mọng hình cầu, nhẵn, khi chín màu vàng cam, đường kính 10–12mm, cuống quả dài khoảng 1cm. Hạt nhiều màu vàng nâu, nhẵn, hình thận dẹt, dài 3mm, rộng 2,5mm. Rễ cây có chứa 3-O-(beta—D-glucopyranosyl). Cà hai lá có dạng cây và quả khá giống với cà xoắn (Solanum spirale).

## Công dụng

### Dược tính
Cà hai lá được dùng như thuốc bổ nhuận tràng, kích thích sự thèm ăn, hỗ trợ điều trị bệnh hen suyễn và bệnh về da 

### Độc tính
Cần lưu ý rằng các tài liệu về cây Cà hai lá từ nước ngoài cũng cảnh báo rằng loài cây này có độc, đặc biệt là quả chín. Nếu ngộ độc, có thể gây ra các triệu chứng như đau bụng, buồn nôn, tiêu chảy và thậm chí có thể gây tử vong. Do đó, khi sử dụng cây này làm thuốc, cần sử dụng dược liệu khô và không sử dụng cây tươi hay quả chín. Cần cẩn thận về liều lượng khi sử dụng cây Cà hai lá.

## Phân bố
Cà hai lá là cây bản địa Trung Mỹ ở México, Belize, Costa Rica, El Salvador, Guatemala, Honduras, và Nicaragua. Nó đã được trồng làm cây cảnh ở các khu vực nhiệt đới và cận nhiệt đới trên thế giới như miền nam Pháp, Italia, và Đài Loan. Nhiều nơi nó đã thoát khỏi khu vực trồng và trở thành cây du nhập mọc hoang ở Florida và Texas, Hoa Kỳ; Java, Indonesia; Philippines; West Indies. Tại Việt Nam, cây mọc hoang ở nhiều tỉnh miền Nam.